# سیارک ۳۵۳۵
سیارک ۳۵۳۵ (به انگلیسی: 3535 Ditte، نامگذاری:1979SN11) سه هزار و پانصد و سی و پنجمین سیارک کشف شده‌است که در ۲۴ سپتامبر ۱۹۷۹ کشف شد.
قدر مطلق سیارک برابر ۱۳٫۹۰ است.